# ぎふチャン情報FRESH!
『ぎふチャン情報FRESH!』（ぎふチャン じょうほうフレッシュ）は、2010年4月5日から2011年4月1日まで岐阜放送（ぎふチャン）で放送されていた夕方ワイド番組である。放送時間は毎週月曜 - 金曜 18:15 - 18:51 （日本標準時）。

## 概要
さまざまな生活情報を日替わりで伝えていた帯番組。
前番組『ぎふチャンワイド タワー43』ではニュースと生活情報双方を取り扱っていたが、同番組の終了とともにニュースと生活情報を分離。ニュースは『ぎふチャンNEWS FIVE』（16:50 - 17:30）、そして生活情報は本番組としてそれぞれ独立することになった。

## 出演者

### 司会
- 瀬口拓朗（岐阜放送アナウンサー）
- 渡邉晴子（岐阜放送アナウンサー） - 月曜・火曜・水曜を担当。
- 後藤真弥（岐阜放送アナウンサー） - 木曜・金曜を担当。

### 中継リポーター
- 水野えり - 岐阜県内各所からの中継を担当。
- 篠崎友華里 - 『タワー43』時代と同様に、サンサンシティマーゴ（関市）からの中継を担当。
- 田口悠子 - 『タワー43』時代と同様に、マーサ21（岐阜市）からの中継を担当。

## コーナー

### 全曜日共通のコーナー
- 天気予報
- マギーのホロスコープ - 占いコーナー。
- エンディング - 月替わりのテーマ曲を流していた。

### 曜日ごとのコーナー
- 月曜：中継FRESH!LIVE、チャコ先生の健康のツボ など
- 火曜：マーゴはなまるインフォメーション（サンサンシティマーゴからの中継）、東濃リレーインタビュー など
- 水曜：ふるさとキャラバン（ロー鉄編[要説明]）、最新映画情報 など
- 木曜：中継FRESH!LIVE、オトコマエ! など
- 金曜：ワクワク!マーサ（マーサ21からのショッピング中継）、日本昭和村週末イベント情報 など

### フレッシュ!セレクト[要説明]
- 月曜：衣・食・住情報
- 火曜：フレッシュアイテム
- 水曜：証券あれこれ、マネーとくらしのQ&A
- 木曜：衣・食・住情報
- 金曜：日本まんなか直送便